# Vítor Manuel da Silva Caldeira
Vítor Manuel da Silva Caldeira (Campo Maior (Portugal), 1960) é um jurista português que foi presidente do Tribunal de Contas de Portugal e do Tribunal de Contas Europeu.

## Biografia
Nasceu em Campo Maior, em 1960, mas mudou-se, ainda criança, para Marvão, onde frequentou a antiga escola primária.
Depois, em Lisboa, tirou a licenciatura em Direito pela Universidade Clássica de Lisboa, e pós-graduação em Estudos Europeus pelo Instituto Europeu da Faculdade de Direito da Universidade Clássica de Lisboa. Professor assistente na Faculdade de Direito da Universidade Clássica de Lisboa (1983-1984) e no Instituto Superior das Novas Profissões (1996-1999).
Na Inspeção-Geral de Finanças (IGF), foi Inspetor de Finanças - Diretor (1989-1995) e Subinspetor-Geral de Finanças (1995-2000), responsável pela coordenação das auditorias da UE e pelo Sistema de Controlo Interno da Administração Financeira do Estado,
Foi Presidente do Tribunal de Contas Europeu (TCE) entre 16 de janeiro de 2008 e 30 de Setembro de 2016 tendo sido reeleito sucessivamente em 12 de janeiro de 2011 para um segundo mandato e em 23 de janeiro de 2014 para um terceiro.
Entre 1 de junho de 2010 e 30 de Setembro de 2016, no seguimento da reorganização do Tribunal, foi igualmente Presidente do Comité Administrativo.
Foi membro do Conselho de Administração da Organização Europeia de Instituições Superiores de Controlo (EUROSAI) desde junho de 2011 até 30 de Setembro de 2016.
Entre Outubro de 2016 e Outubro de 2020, presidiu ao Tribunal de Contas de Portugal e, por inerência, ao Conselho de Prevenção da Corrupção.

## Publicações
Autor de artigos sobre finanças públicas, controlo financeiro e auditoria em obras conjuntas ("Public Expenditure Control in Europe", Edward Elgar, Cheltenham (Reino Unido), 2005; "Accountability, Transparency and Public Sector Audit in the EU – the impact of the crisis", publicado na Revista do Tribunal de Contas nº 55/56, Lisboa, 2012; "Finanças Públicas da União Europeia", ed. Almedina, 2012; "The EU’s growing public accountability and audit challenges", KHT-Media, Helsínquia, 2013) e em revistas especializadas (por ex., Revista do Tribunal de Contas, Revue Française de Finances Publiques, Public Finance Quarterly).

## Condecorações
- Prémio Mariano Zufia, Fundación FIASEP, Espanha, https://fundacionfiasep.org/2022/09/30/premio-a-la-trayectoria-profesional-mariano-zufia-2022/
- Grã-Cruz da Ordem do infante D. Henrique, Portugal, 7 de Outubro de 2020.[3]
- Grande cruz da Ordem Militar de Cristo, Portugal, 10 de junho de 2014.
- Medalha de Mérito Municipal do Marvão, 25 de outubro de 2014.
- Ordem de Mérito de Supervisão nas Américas (Organización Latinoamericana y del Caribe de Entidades Fiscalizadoras Superiores – OLACEFS), 25 de novembro de 2014.
- Cruz de Comandante da Ordem de Mérito, Polónia, 21 de abril de 2015.
- Medalha de Mérito Civil (Titullin "Për Merita të Veçanta Civile"), Albânia, 25 de maio de 2015.
- Título de Gratidão ("Mirënjohje e Qytetit") da Cidade de Tirana, Albânia, 26 de maio de 2015.
- Professor Honoris Causa, Universidade da Economia Nacional e Mundial, de Sófia, Bulgária, 20 de maio de 2008.
- Doutor Honoris Causa, Universidade de Tirana, Albânia, 26 de maio de 2015.